# Nagiella bispina
Nagiella bispina is een vlinder uit de familie van de grasmotten (Crambidae). De wetenschappelijke naam van deze soort is voor het eerst gepubliceerd in 2020 door Xi-Cui Du en Xiao-Qiang Lu.
Deze soort komt voor in China (Guangdong).